# Ivan Krastev
Ivan Krastev, född den 29 april 1946 i Nova Zagora, Bulgarien, är en bulgarisk brottare som tog OS-brons i fjäderviktsbrottning i fristilsklassen 1972 i München.